# Saïd El Khadraoui
Saïd El Khadraoui (Leuven, 9 april 1975) is een Belgisch voormalig politicus voor de sp.a. Tussen 2001 en 2003 was hij schepen in Leuven. Tussen 2003 en 2014 was hij Europees Parlementslid.

## Biografie

### Jeugd
El Khadraoui is de zoon van een Marokkaanse vader en een Belgische moeder. Hij studeerde Latijn-wiskunde aan het Sint-Pieterscollege in Leuven. In deze school engageerde hij zich in de leerlingenraad. Na zijn middelbare studies studeerde hij moderne geschiedenis aan de Katholieke Universiteit Leuven, waar hij in 1997 zijn licentiaatsdiploma behaalde. Daar was hij actief in een studentenbeweging en werd tijdens de tweede kandidatuur preses van de studentenkring Historia. Vervolgens volgde hij tot 1998 een aanvullende opleiding internationale betrekkingen aan de KU Leuven en aan het Institut d'études politiques de Paris.

### Professionele carrière
In oktober 1994 werd El Khadraoui voor de toenmalige socialistische partij SP verkozen tot gemeenteraadslid van Leuven. In augustus 1998 ging hij aan de slag op het kabinet van federaal vicepremier en minister van Binnenlandse Zaken Louis Tobback, tevens burgemeester van Leuven. Daar hield hij zich bezig met de voorbereiding van de ministerraden en Europese kwesties. Na het ontslag van Tobback als minister bleef hij op post bij diens opvolger, Luc Van den Bossche. Na de verkiezingen van juni 1999 werkte hij nog enkele maanden voor vicepremier en minister van Begroting Johan Vande Lanotte. Hij nam als derde opvolger ook deel aan de Europese Parlementsverkiezingen van juni 1999 en kreeg 16.692 voorkeurstemmen.
Tussendoor slaagde hij voor het diplomatiek examen, waarna hij in oktober 1999 ambtenaar werd op het ministerie van Buitenlandse Zaken. Na enkele maanden werd hij in het kader van zijn opleiding tot diplomaat naar New York gestuurd om er tussen januari en december 2000 voor België de mensenrechtenproblematiek op te volgen bij de Verenigde Naties. Tijdens zijn verblijf in New York vroeg Leuvens burgemeester Louis Tobback hem om "toch zeker nog één keer" op te komen voor de gemeenteraadsverkiezingen van oktober 2000. Hij werd verkozen met 1.306 voorkeurstemmen en werd op 4 januari 2001 aangesteld tot schepen van Cultuur, Onderwijs, Inburgering, Ontwikkelingssamenwerking en Studentenaangelegenheden. Hierdoor nam hij politiek verlof binnen de Belgische diplomatie.
In mei 2003 nam El Khadraoui deel aan de federale verkiezingen als lijsttrekker voor de Kamer van volksvertegenwoordigers in het arrondissement Leuven. Hij werd verkozen met 21.015 voorkeurstemmen. Op 5 juni 2003 legde hij de eed af als volksvertegenwoordiger. Omdat de twee functies volgens hem niet cumuleerbaar waren nam hij op 22 september 2003 ontslag als schepen van Leuven. In de enkele maanden die hij in de Kamer zetelde, maakte El Khadraoui deel uit van de commissie Buitenlandse Betrekkingen.
Na het ontslag van Anissa Temsamani volgde Europarlementslid Kathleen Van Brempt haar op als staatssecretaris van Arbeidsorganisatie en Welzijn op het Werk. Als eerste opvolger voor het Europees Parlement werd El Khadraoui op zijn beurt op 7 oktober 2003 Europarlementslid. Hij werd vast lid van de commissie Milieubeheer, Volksgezondheid en Consumentenbeleid en van de delegatie in de Gemengde Parlementaire Commissie EU-Slovenië en plaatsvervanger in de commissie Cultuur, Jeugd, Media, Onderwijs en Sport.
Acht maanden later nam hij deel aan de Europese verkiezingen vanop de derde plaats en werd verkozen met 60.712 voorkeurstemmen. In het Europees Parlement werd hij coördinator van de Partij van de Europese Sociaaldemocraten (PES) inzake transport- en toerismedossiers. Van 2004 tot 2009 zetelde hij als vast lid in de commissie Vervoer en Toerisme en de delegatie in de parlementaire samenwerkingscommissie met Armenië, Azerbeidzjan en Georgië. Van 2004 tot 2007 was hij dan weer plaatsvervanger in de commissie Internationale Handel, van 2004 tot 2009 plaatsvervanger in de delegatie voor de betrekkingen met de Verenigde Staten en van 2007 tot 2009 plaatsvervangend lid in de commissie Buitenlandse Zaken. 
In juni 2009 werd El Khadraoui vanop de tweede plaats van de sp.a-lijst herkozen in het Europees Parlement, met een score van 46.682 voorkeurstemmen. Hij zetelde opnieuw als vast lid in de commissie Vervoer en Toerisme en was van 2009 tot 2014 ondervoorzitter van de delegatie voor betrekkingen met de Masjraklanden (Egypte, Jordanië, Libanon en Syrië). Daarnaast was hij opnieuw plaatsvervangend lid van de delegatie voor de betrekkingen met de Verenigde Staten, alsook plaatsvervanger in de commissie voor economische en monetaire zaken. Tevens was hij  en was hij plaatsvervangend lid van de delegatie voor betrekkingen met de Verenigde Staten. Op 3 november 2009 kreeg El Khadraoui de MEP-Award van het Parliament Magazine in de categorie transport. Hij werd door zijn collega-Europees Parlementsleden uitgekozen vanwege zijn werk voor het bekomen van een eurovignet. In mei 2014 raakte El Khadraoui vanop de tweede plaats van de sp.a-lijst niet meer herkozen, omdat de partij nog meer een Europees Parlementslid overhield. Ook was hij van 2007 tot 2015 internationaal secretaris van sp.a.
Na zijn vertrek uit het Europees Parlement was van 2014 tot 2015 El Khadraoui opnieuw ambtenaar op het ministerie van Buitenlandse Zaken, als medewerker van de Belgische taskforce die in het leven was geroepen om de tegensancties op te vangen die Rusland in nasleep van de annexatie van de Krim had genomen tegen de import van Europese voedingsproducten.
Ondertussen bleef El Khadraoui in zijn thuisbasis Leuven actief als gemeenteraadslid en sp.a-fractieleider. In 2015 nam hij ontslag als fractieleider om zich te kunnen toeleggen op een nieuwe functie, namelijk als beleidsadviseur bij het European Political Strategy Centre, de interne denktank die de Europese Commissie adviseert over actuele en toekomstgerichte thema's. Bij de gemeenteraadsverkiezingen van 2018 was hij geen kandidaat meer. Hij bleef beleidsadviseur van de Europese Commissie tot 2020. Vervolgens legde hij zich tussen 2020 en 2022 consultant toe op de transitiebegeleiding in het kader van de klimaatverandering en werd hij speciaal adviseur van de studiedienst van de Partij van Europese Socialisten en vrijwillig medewerker van het Instituut voor de Overheid van de KU Leuven. Sinds 2022 werkt hij als institutioneel expert en vertegenwoordiger in Brussel voor het Europees Milieuagentschap.
Hij was tevens:
- ondervoorzitter van het Centrum voor Gelijkheid van Kansen en Racismebestrijding,
- bestuurder van het Vlaams-Europees Verbindingsagentschap (2013-2016),
- bestuurder van het Festival van Vlaanderen Vlaams-Brabant,
- bestuurder van het Museum van Hedendaagse Kunst Antwerpen.